# سونیک اوریجینز
سونیک اوریجینز بازی ویدئویی تلفیقی محصول سال ۲۰۲۲ می‌باشد. نسخه‌های اولین چهار بازی پرشی مجموعهٔ سونیک خارپشت سگا در این قرار دارند— سونیک خارپشت ، سونیک خارپشت ۲ (۱۹۹۲)، سونیک سی‌دی (۱۹۹۳) و سونیک خارپشت ۳ و ناکلز (۱۹۹۴)— که در اصل برای سگا جنسیس و سگا سی‌دی منتشر شده بودند.